# Eine Frau, die alles weiß
Eine Frau, die alles weiß ist ein US-amerikanischer Spielfilm (Filmlustspiel), den Regisseur Walter Lang im Jahr 1957 für 20th Century Fox inszeniert hat. Er basiert auf dem Bühnenstück The Desk Set von William Marchant. In Deutschland trug der Film gelegentlich auch den Titel Eine Frau, die alles kennt.

## Handlung

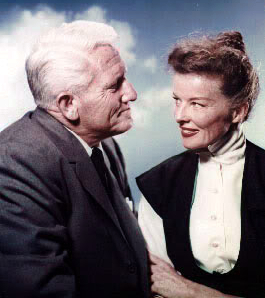
Spencer Tracy und Katharine Hepburn in diesem Film

Schauplatz der Handlung ist ein Bürohochhaus in Manhattan, die Zeit die Gegenwart. Richard Sumner ist ein Erfinder und Effizienzexperte, der einen Computer namens EMMARAC (Electro Magnetic Memory And Research Arithmetical Calculator) entwickelt hat. Mr. Azae, Präsident eines Rundfunksenders, hat für seine Buchhaltung bereits eines dieser Geräte angeschafft und beauftragt Sumner zu prüfen, ob auch das Informationsbüro des Unternehmens durch einen Computer sinnvoll ersetzt werden kann. Das Informationsbüro ist eine unternehmensinterne Dienstleistungsabteilung, deren Mitarbeiterinnen mit Hilfe einer Hausbibliothek Anfragen jeglicher Art beantworten.
Leiterin der Abteilung ist Bunny Watson, eine Frau von verblüffender Bildung und Intelligenz, deren einzige Schwäche im Privaten liegt. Sie ist nämlich bereits seit sieben Jahren mit Mike befreundet, einem aufstrebenden Manager desselben Unternehmens, der es schätzt, Bunny stets verfügbar zu haben, ohne ihr bisher das Zugeständnis einer ernsthaften Bindung machen zu müssen. Obwohl die Frauen schnell herausfinden, dass Sumners Arbeit darauf hinausläuft, sie durch einen Computer zu ersetzen, beginnen Bunny und Sumner, sich auch privat füreinander zu interessieren. Dass Mike sie mit Sumner in ihrer Wohnung in einer vermeintlich verfänglichen Situation „ertappt“, kommt Bunny recht gelegen. Auch während einer Weihnachtsfeier der Bürobelegschaft geraten die beiden Männer aneinander. Um Bunny nicht an den vermeintlichen Rivalen zu verlieren, macht Mike ihr schließlich einen Heiratsantrag.
Die Informationsabteilung wird durch einen EMMARAC-Computer ersetzt, eine groteske, raumfüllende Maschine, die mit allen Daten aus der Bibliothek gefüttert und nun von Sumners Assistentin Miss Warriner bedient wird. Infolge eines Bedienungsfehlers versagt die Maschine jedoch schon nach kurzer Zeit, und die Frauen nehmen schadenfroh ihre Arbeit wieder auf. Da sie inzwischen eine Kündigungsnotiz erhalten haben, beschwert sich Sumner, der Bunny und ihre Kolleginnen zu keinem Zeitpunkt hat entlassen wollen, bei Mr. Azae. Der berichtet, dass die Kündigung lediglich auf einem Irrtum der mittlerweile ja ebenfalls computerisierten Buchhaltung beruht. Die Frauen behalten ihre Jobs, und Bunny und Sumner werden ein Paar.

## Form
Eine Frau, die alles weiß ist in Farbe und im Breitwandformat Cinemascope produziert.

## Produktion und Rezeption

### Produktionsgeschichte
Das Drehbuch zu Eine Frau, die alles weiß beruht auf William Marchants Bühnenlustspiel The Desk Set, das vom 24. Oktober 1955 bis zum 5. Juli 1956 erfolgreich am Broadway aufgeführt worden ist. In der Bühnenfassung haben Shirley Booth, Byron Sanders und Frank Milan die Hauptrollen gespielt. Damit Tracy in der Rolle eines reifen, aber romantischen Liebhabers auftreten konnte, musste die Vorlage stark umgeschrieben werden. Eine Frau, die alles weiß war der achte und vorletzte gemeinsame Film mit Tracy und Katharine Hepburn, die auch privat ein Paar waren.
Die Innenaufnahmen für den Film fanden in den Fox-Studios im Stadtteil Century City von Los Angeles statt, für die Außenaufnahmen wurde das Rockefeller Center in Manhattan gewählt.

### Kinoauswertung
Die Uraufführung erfolgte in den USA am 1. Mai 1957.

### Kritiken
„Temperamentvolle Verfilmung einer Bühnenkomödie mit witzigen Dialogen, die über die geringe Substanz der Story hinwegtrösten.“